# 半田実
半田 実（はんだ みのる、1950年11月26日 - ）は、大阪府出身の元プロ野球選手。ポジションは投手。

## 来歴・人物
大鉄高校では、1967年秋季近畿大会府予選準決勝に進み、岸和田高の長谷部優（慶大－松下電器）と投げ合うが0-1で惜敗。翌1968年夏も府予選4回戦で浪商に敗れ、甲子園には届かなかった。中央球界にこそ名前は知られなかったが、大阪府下では屈指の右の本格派投手として知られていた。
1968年ドラフト会議で近鉄バファローズから8位指名を受け入団。1970年に一軍に上がり、4月19日にはロッテオリオンズを相手に初先発。6月9日にはロッテから初完投初勝利を記録する。翌1971年も主に中継ぎとして起用されるが、その後は登板機会に恵まれず、1974年限りで引退。
高校時代ほとんど変化球を使わず速球一本で勝負したとあってそのスピードは「近鉄でもっとも速い田辺修よりいい」といわれていた。柿本実そっくりなサイドスローからカーブ、シュートを武器にした。

## 詳細情報

### 年度別投手成績
| 年 度     | 球 団     | 登 板 | 先 発 | 完 投 | 完 封 | 無 四 球 | 勝 利 | 敗 戦 | セ 丨 ブ | ホ 丨 ル ド | 勝 率 | 打 者 | 投 球 回 | 被 安 打 | 被 本 塁 打 | 与 四 球 | 敬 遠 | 与 死 球 | 奪 三 振 | 暴 投 | ボ 丨 ク | 失 点 | 自 責 点 | 防 御 率 | W H I P |
| --------- | --------- | ----- | ----- | ----- | ----- | -------- | ----- | ----- | -------- | ----------- | ----- | ----- | -------- | -------- | ----------- | -------- | ----- | -------- | -------- | ----- | -------- | ----- | -------- | -------- | ------- |
| 1970      | 近鉄      | 24    | 8     | 1     | 0     | 0        | 1     | 5     | --       | --          | .167  | 248   | 57.0     | 57       | 4           | 30       | 0     | 0        | 24       | 1     | 0        | 30    | 28       | 4.42     | 1.53    |
| 1971      | 近鉄      | 23    | 4     | 0     | 0     | 0        | 1     | 0     | --       | --          | 1.000 | 214   | 49.0     | 49       | 3           | 21       | 2     | 1        | 19       | 1     | 0        | 24    | 19       | 3.49     | 1.43    |
| 1972      | 近鉄      | 2     | 0     | 0     | 0     | 0        | 0     | 0     | --       | --          | ----  | 11    | 2.0      | 3        | 1           | 2        | 0     | 0        | 1        | 0     | 0        | 3     | 3        | 13.50    | 2.50    |
| 通算：3年 | 通算：3年 | 49    | 12    | 1     | 0     | 0        | 2     | 5     | --       | --          | .286  | 473   | 108.0    | 109      | 8           | 53       | 2     | 1        | 44       | 2     | 0        | 57    | 50       | 4.17     | 1.50    |

### 記録
- 初登板：1970年4月15日、対東映フライヤーズ2回戦（後楽園球場）、4回裏から3番手で救援登板、4回無失点
- 初先発登板：1970年4月19日、対ロッテオリオンズ2回戦（藤井寺球場）、1回0/3を3失点で敗戦投手
- 初勝利・初先発勝利・初完投勝利：1970年6月9日、対ロッテオリオンズ8回戦（東京スタジアム）、9回2失点（自責点1）

### 背番号
- 41 （1969年 - 1974年）